# Maria Ana da Áustria (1804–1858)
Maria Ana Francisca Teresa Josefa Medarda da Áustria (em alemão:  Maria Anna Franziska Theresia Josepha Medarde von Österreich; Hofburg, 8 de junho de 1804 — Schloss Hetzendorf, 28 de dezembro de 1858) foi uma arquiduquesa da Áustria por nascimento.

## Biografia

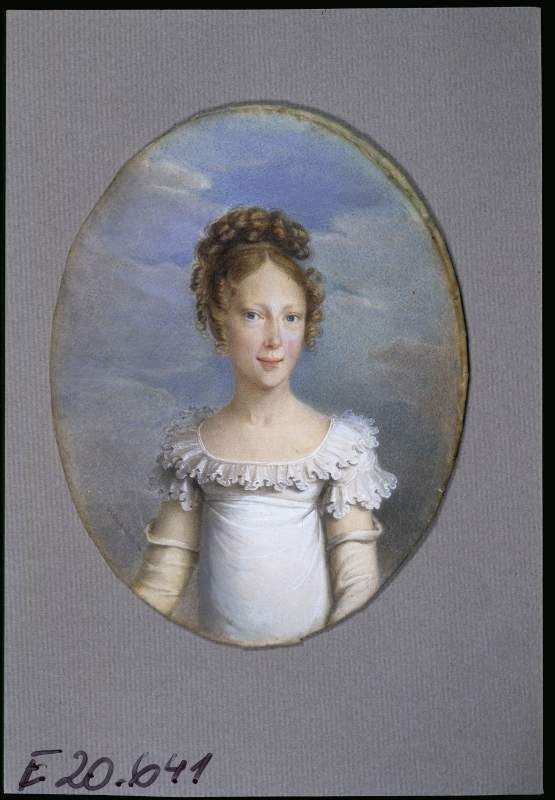
Maria Ana retratada por Natale Schiavoni, c. 1817.

Maria Ana foi a sétima filha e décima criança nascida de Francisco II do Sacro Império Romano-Germânico, e Francisco I como imperador da Áustria, e de sua segunda esposa, Maria Teresa da Sicília. Os seus avós paternos eram Leopoldo II do Sacro Império Romano-Germânico e Maria Luísa da Espanha. Os seus avós maternos eram o rei Fernando I das Duas Sicílias e Maria Carolina da Áustria.

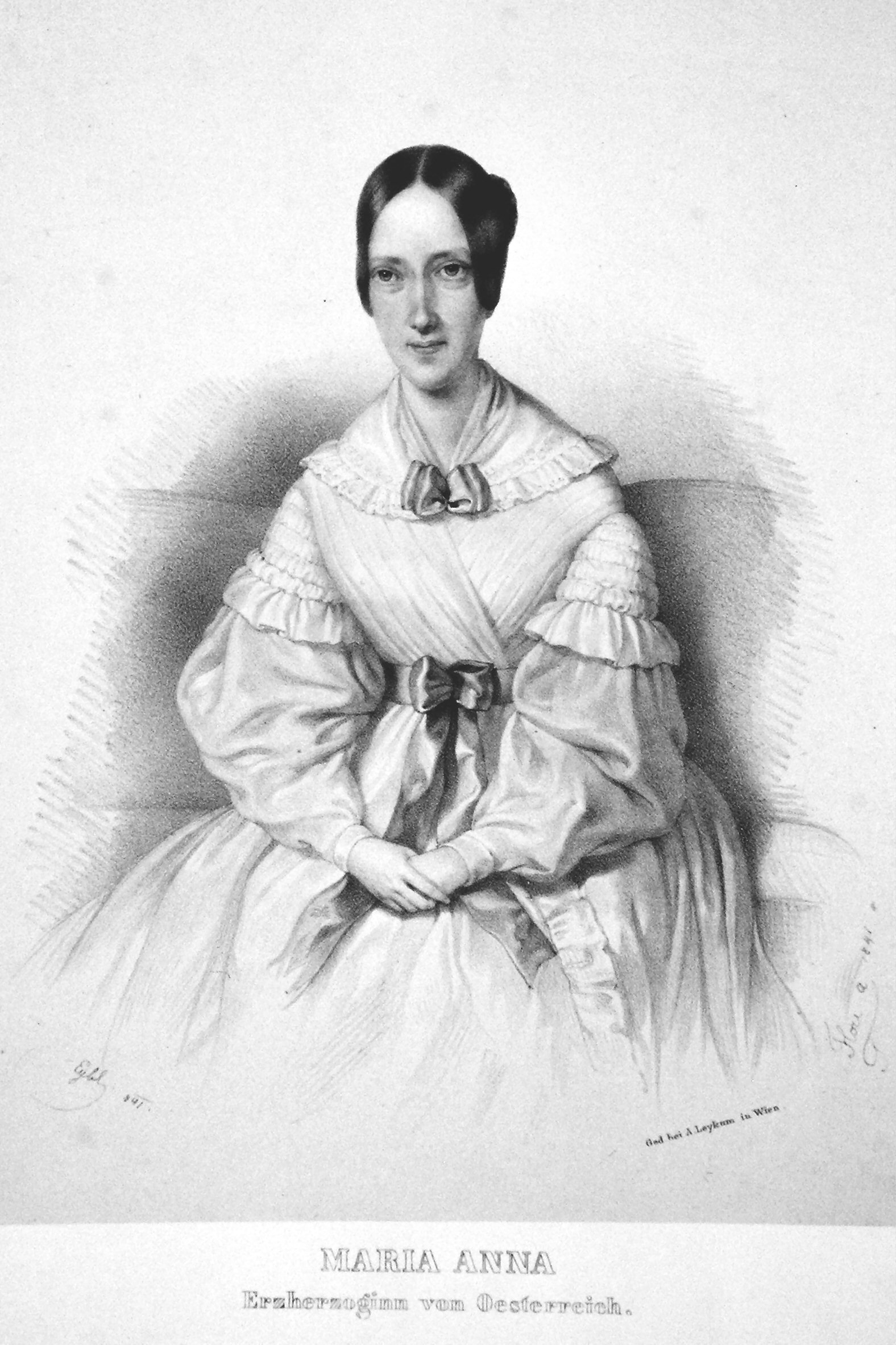
Arquiduquesa maria ana da Áustria

Maria Ana era intelectualmente deficiente, assim como seu irmão mais velho, Fernando I da Áustria, além de possuir uma deformidade facial severa, ambos devido ao fato de quando sua mãe estava grávida, ela foi assustada por um orangotango que havia escapado, enquanto caminhava pelos jardins.
Em 1830, a arquiduquesa vivia no Palácio de Schönbrunn. No ano de 1835, ela se mudou para o Schloss Hetzendorf, onde viveu até o final de sua vida, tendo falecido em 28 de dezembro de 1858. Foi sepultada na Cripta Imperial de Viena.

## Títulos e estilos
- 8 de junho de 1804 – 28 de dezembro de 1858: Sua Alteza Imperial e Real, a Arquiduquesa Maria Ana da Áustria, Princesa da Hungria, Croácia e Boêmia